# Barbora Procházková
Barbora Procházková (* 13. Dezember 1991) ist eine tschechische Leichtathletin, die sich auf 100- und 200-Meter-Läufe spezialisiert hat.  

## Sportliche Laufbahn
Erste internationale Erfahrungen sammelte Barbora Procházková bei den U23-Europameisterschaften 2011 in Ostrava, bei denen sie mit der tschechischen 4-mal-100-Meter-Staffel den siebten Platz belegte. 2013 erfolgte die Teilnahme an den Halleneuropameisterschaften in Göteborg, bei denen sie über 60 Meter in das Halbfinale gelangte. Bei den U23-Europameisterschaften in Tampere belegte sie über 100 Meter den sechsten Platz, schied über 200 Meter in der Vorrunde aus und erreichte mit der Staffel den fünften Platz. 2015 nahm sie an den Studentenweltspielen in Gwangju teil und erreichte dort über 100 Meter das Halbfinale. 2017 qualifizierte sie sich erneut für die Halleneuropameisterschaften in Belgrad, bei denen sie über 60 Meter in der ersten Runde ausschied. Bei der Universiade in Taipeh belegte sie in 23,78 s über 200 Meter den fünften Platz und schied über 100 Meter im Semifinale aus.
Sie ist zweifache tschechische Meisterin und Hallenmeisterin.

## Bestleistungen
- 100 m: 11,50 s (+1,4 m/s), 4. September 2016 in Ústí nad Orlicí
  - 60 m (Halle): 7,29 s, 25. Februar 2016 in Kladno
- 200 m: 23,37 s (−0,5 m/s), 3. Juni 2017 in Budapest